# سامسونگ اس‌جی‌اچ-ئی۷۱۵
سامسونگ اس‌جی‌اچ-ای۷۱۵ یک‌نمونه از گوشی‌های تلفن همراه سری E شرکت سامسونگ می‌باشد که توسط همین شرکت به بازار عرضه شده‌است.